# Березань (Одеський район)
Береза́нь — село Вигодянської сільської громади в Одеському районі Одеської області в Україні. Населення становить 1186 осіб.

## Історія
Під час організованого радянською владою Голодомору 1932—1933 років померло щонайменше 3 жителі села.

## Населення
Згідно з переписом 1989 року населення села становило 1085 осіб, з яких 506 чоловіків та 579 жінок.
За переписом населення 2001 року в селі мешкало 1186 осіб.

### Мова
Розподіл населення за рідною мовою за даними перепису 2001 року:
| Мова       | Відсоток |
| ---------- | -------- |
| українська | 89,88 %  |
| молдовська | 5,14 %   |
| російська  | 3,96 %   |
| болгарська | 0,34 %   |